# Аманикаташан

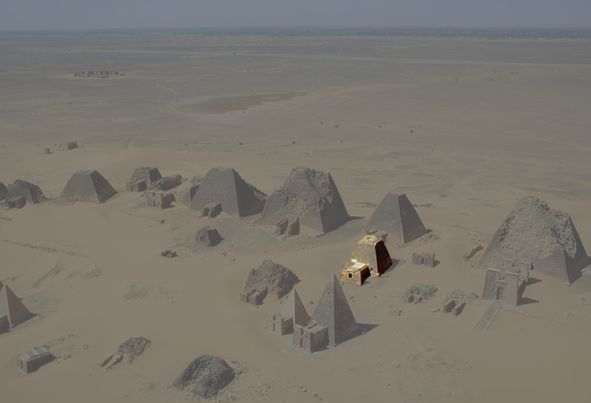
Пирамида N18 в Мероэ (с подсветкой), принадлежащая Аманикаташан

Аманикаташан — правящая царица Куша (Нубия), правившая приблизительно в 62—85 годах.
Она является последним лицом на престоле Кушитского царства, чьё личное имя написано египетскими иероглифами. Последующие нубийские цари писали египетской письменностью только своё тронное имя, в то время как в написании личных имён применяли мероитское письмо.
До сих пор имя царицы Аманикаташан известно только из её пирамиды в Мероэ № 18. Оно написано на южной стене часовни при пирамиде.